# 尤爾伊夫卡 (庫皮揚斯克區)
50°7′55″N 37°23′39″E / 50.13194°N 37.39417°E
尤爾伊夫卡（烏克蘭語：Юр'ївка）是位於烏克蘭東部的村莊，由哈爾科夫州庫皮揚斯克區的大布尔卢克市镇負責管轄。該村始建於1750年，面積0.86平方公里，海拔高度179米，2001年人口98，人口密度每平方公里113.4人。